# Blind Dog at St. Dunstans
Blind Dog at St. Dunstans es el séptimo álbum de estudio de la banda británica de rock progresivo Caravan. 
Justo después del lanzamiento del álbum anterior, David Sinclair decidió marcharse una vez más, para dedicarse a otros proyectos que no llegaron a nada. Fue sustituido por Jan Schelhaas, que venía de tocar con Gary Moore y grabar para Thin Lizzy.
Blind Dog at St. Dunstans, muestra ya el liderazgo de Pye Hastings que compone casi todo el disco, un álbum más orientado al pop, aunque contiene dos suites de longitud media que contó con Jimmy Hastings en la flauta, clarinete y saxo alto.
El arte de la portada y el título reúne varios elementos relativos a Canterbury. 
Los miembros de Caravan frecuentaban por aquella época los pubs cerca de la zona de St Dunstan.

## Lista de canciones
Cara A
1."Here Am I"  	6:19
2."Chiefs and Indians" (Mike Wedgwood)	5:13
3."A Very Smelly, Grubby Little Oik"  	4:15
4."Bobbing Wide"  	1:13
5."Come on Back"  	4:50
6."Oik (reprise)"  	2:26
Cara B
7."Jack and Jill"  	6:26
8."Can You Hear Me?"  	6:17
9."All the Way (with John Wayne's single-handed liberation of Paris)"  	9:03

## Créditos
Guitarras eléctrica y acústica, Voz – Pye Hastings
batería y percusión – Richard Coughlan
Viola, Guitarra eléctrica, Flauta, Whistle [Night-shift] – Geoffrey Richardson
Piano, Piano eléctrico, Órgano, Synthesizer [Arp String Ensemble, Mini-Moog], Clavinet – Jan Schelhaas
Bajo eléctrico, Congas, Voz – Mike Wedgwood
Flautas y saxos - Jimmy Hastings
Coros - Chanter Sisters
Ingenieros de sonido – Django Johnny Punter, Phil Ault, Steve Prestage, Barry Sage, Dave Hutchins, Robert Ash
Producer – David Hitchcock
Diseño – Andrew Archer Associates, David English